# 朝鲜铁线莲
朝鲜铁线莲（学名：Clematis koreana）为毛茛科铁线莲属下的一个种。

## 扩展阅读
- 維基物種上的相關：朝鲜铁线莲